# Le Cheval de Klara
Pour plus de détails, voir Fiche technique et Distribution.
Le Cheval de Klara (titre original : Klara) est un film suédois pour enfants réalisé par Alexander Moberg, sorti en 2010. Son scénario est tiré du roman Klaras vintersorg de Pia Hagmar.

## Synopsis
Après le divorce de ses parents, Klara décide de s'imposer dans sa nouvelle école. Parce que son père lui interdit de monter à cheval, elle rencontre secrètement son voisin Jonte et le cheval Star, qui appartient à Bertil Bohm, le propriétaire de la maison dans laquelle elle vit.
Lorsque Bertil veut envoyer Star à la boucherie, Klara le persuade de le lui vendre. 

## Distribution
- Rebecca Plymholt : Klara
- Joel Lützow : Jonte
- Regina Lund : Nita, la mère de Klara
- Kjell Bergqvist : Rolf, le père de Klara
- Ebba Ribbing : Lotta
- Maia Rottenberg : Anna
- Herta Jankert	: Amanda
- Josefine Högfelt-Öijer : Blondinbella
- Tova Renman : Mimmi
- Emma Sandborgh : Moa
- Sanna Krepper : Elisabeth
- Carl Miller Ezelius : Nils
- Jessica Pellegrini : la mère de Jonte
- Ole Forsberg : Bertil Bohm
- Jacqueline Ramel : Maggan
- Johan Schildt : le père de Lottas
- Ashoke Gabriel : le vélocycliste
- Fredrik Dolk : le juge